# Eulomalus khonigius
Eulomalus khonigius är en skalbaggsart som först beskrevs av Sylvain Auguste de Marseul 1870.  Eulomalus khonigius ingår i släktet Eulomalus och familjen stumpbaggar. Inga underarter finns listade i Catalogue of Life.